# Podwał
Podwał – materiał dziennikarski (zwłaszcza artykuł) umieszczony w dolnej części kolumny, pod czołówką. W przeciwieństwie do czołówki, podwał może, ale nie musi, być ilustrowany materiałem zdjęciowym czy też graficznym.
Handlowcy mianem podwału określają reklamę na całą szerokość kolumny.